# Договор об учреждении Европейского сообщества по атомной энергии
Договор об учреждении Европейского сообщества по атомной энергии был подписан 25 марта 1957 года одновременно с Договором об учреждении Европейского экономического сообщества (Договор ЕЭС).
Договор Европейского сообщества по атомной энергии менее известен из-за более низкого статуса основанной им организации. ЕЭС стал частью Европейского союза и не претерпел никаких изменений с 1957 года, хотя и управляется институтами Европейского союза. Он был создан с собственными независимыми институтами, но Договор слияния 1967 года объединил институты Евратома и Европейского сообщества угля и стали (ЕОУС).
В договор Европейского сообщества по атомной энергии внесено очень мало поправок из-за того, что в европейском общественном мнении в последнее время возникло недовольство ядерной энергетикой. Это заставило некоторых заявить, что он слишком устарел, особенно в области демократического надзора. Договор об учреждении Европейского сообщества по атомной энергии, хоть и был изменён в составе Лиссабонского договора, он не был включён в Договор, устанавливающий Конституцию для Европы, который стремился объединить все предыдущие договоры, из-за опасений, что включение ядерной энергии в договор настроит против него большинство людей. Тем не менее, это один из действующих договоров Европейского союза.